# Bâtiments historiques à Užice
Les bâtiments historiques à Užice (en serbe cyrillique : Историјске зграде у Ужицу ; en serbe latin : Istorijske zgrade u Užicu) se trouvent situé à Užice, dans le district de Zlatibor, en Serbie. Associés aux combats des Partisans communistes de Josip Broz Tito contre les nazis et notamment à la république d'Užice, ils sont inscrits sur la liste des monuments culturels d'importance exceptionnelle de la république de Serbie (identifiant no SK 191).

## Historique
Du 24 septembre au 29 novembre 1941 se trouvait à Užice le centre du premier territoire libre de l'Europe alors tenue par les nazis ; ce territoire a plus tard été appelé la « république d'Užice »,.
La direction politique et militaire des insurgés, dirigée par le Parti communiste de Yougoslavie (KPJ) et son comité central, les Comités de libération nationale à tous les niveaux de gouvernement, le Siège suprême des détachements partisans de libération nationale de Yougoslavie et l'état-major de la Serbie se trouvaient alors à Užice.
À cette époque, des armes et des munitions ont été produites dans la ville, le journal du parti communiste Borba ainsi que d'autres journaux y ont été rédigés et imprimés ; plusieurs installations y fonctionnaient comme l'hôpital des Partisans.

## Bâtiments classés

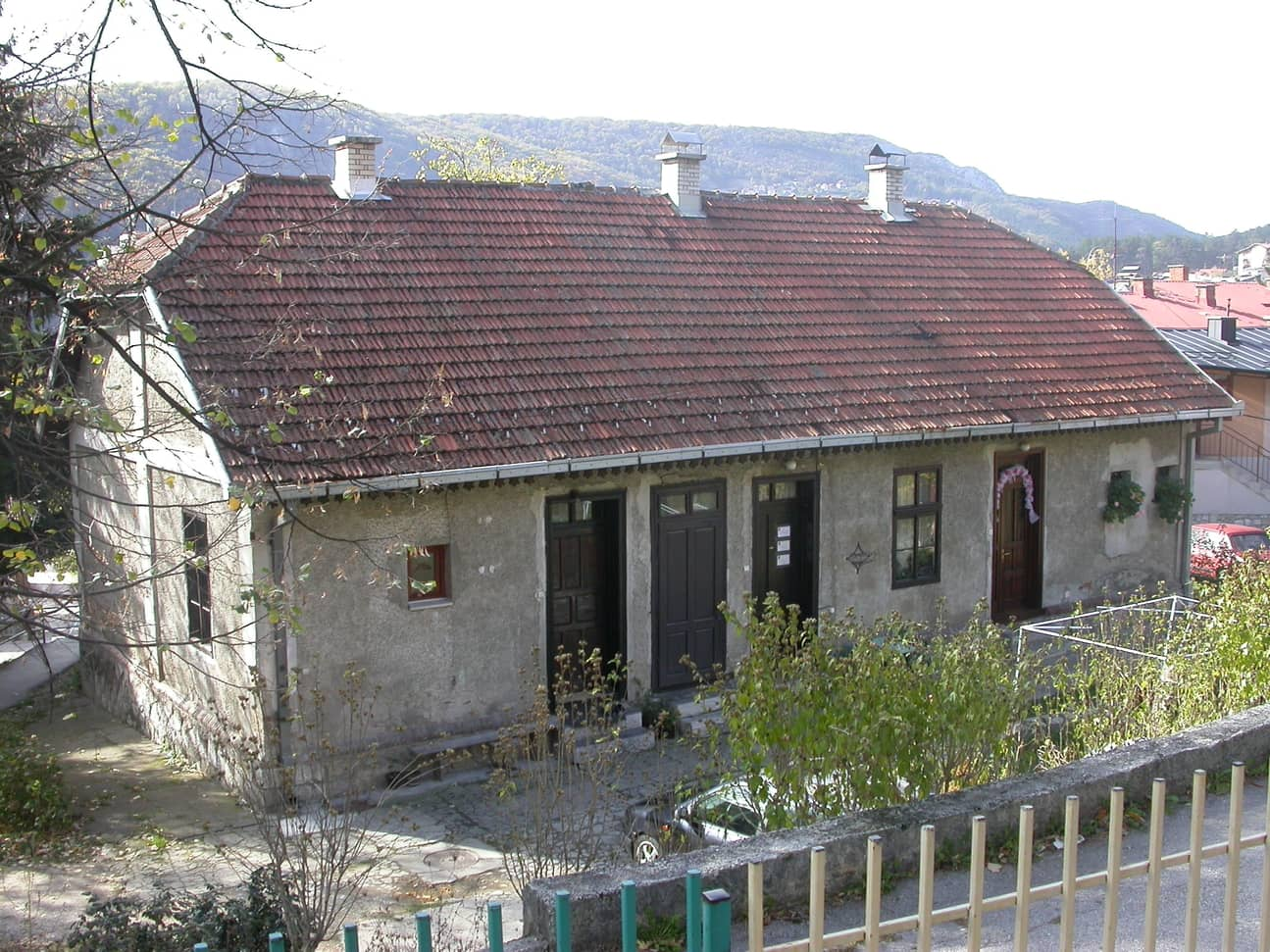
Vue de la pépinière de Krčagovo.

Les « bâtiments historiques à Užice » en un monument culturel qui, à l'origine, comptait 17 bâtiments ou ensemble de bâtiments différents associés à l'existence de la république d'Užice. Certains de ces bâtiments ont été démolis dans le cadre de la modernisation de la ville. Plusieurs des bâtiments les plus importants sont classés sur la liste des monuments culturels d'importance exceptionnelle. Le bâtiment de la Banque nationale abritait le siège suprême et Tito y logeait ; les caves voûtées servaient d'usine de munitions ; le bâtiment abrite aujourd'hui le musée du soulèvement de 1941 qui, en diversifiant ses collections, est aujourd'hui devenu le musée national d'Užice,. Le bâtiment de l'actuelle place Saint-Sava, qui abritait le Comité principal de libération nationale de Serbie, abrite aujourd'hui l'école de musique Vojislav-Lale Stefanović,. Deux bâtiments de l'imprimerie Borba, dans le quartier de Koštica, abritaient l'imprimerie du journal Borba ; ils hébergent désormais la maison des étudiants du lycée d'Užice,. Le bâtiment de la pépinière, dans le quartier de Krčagovo abritait un département de l'usine d'armement et a été transformé en appartements privés,. Quatre bâtiments de l'hôpital de Krčagovo, dans le même quartier, avaient une fonction hospitalière avant la guerre et la conservent encore aujourd'hui,.

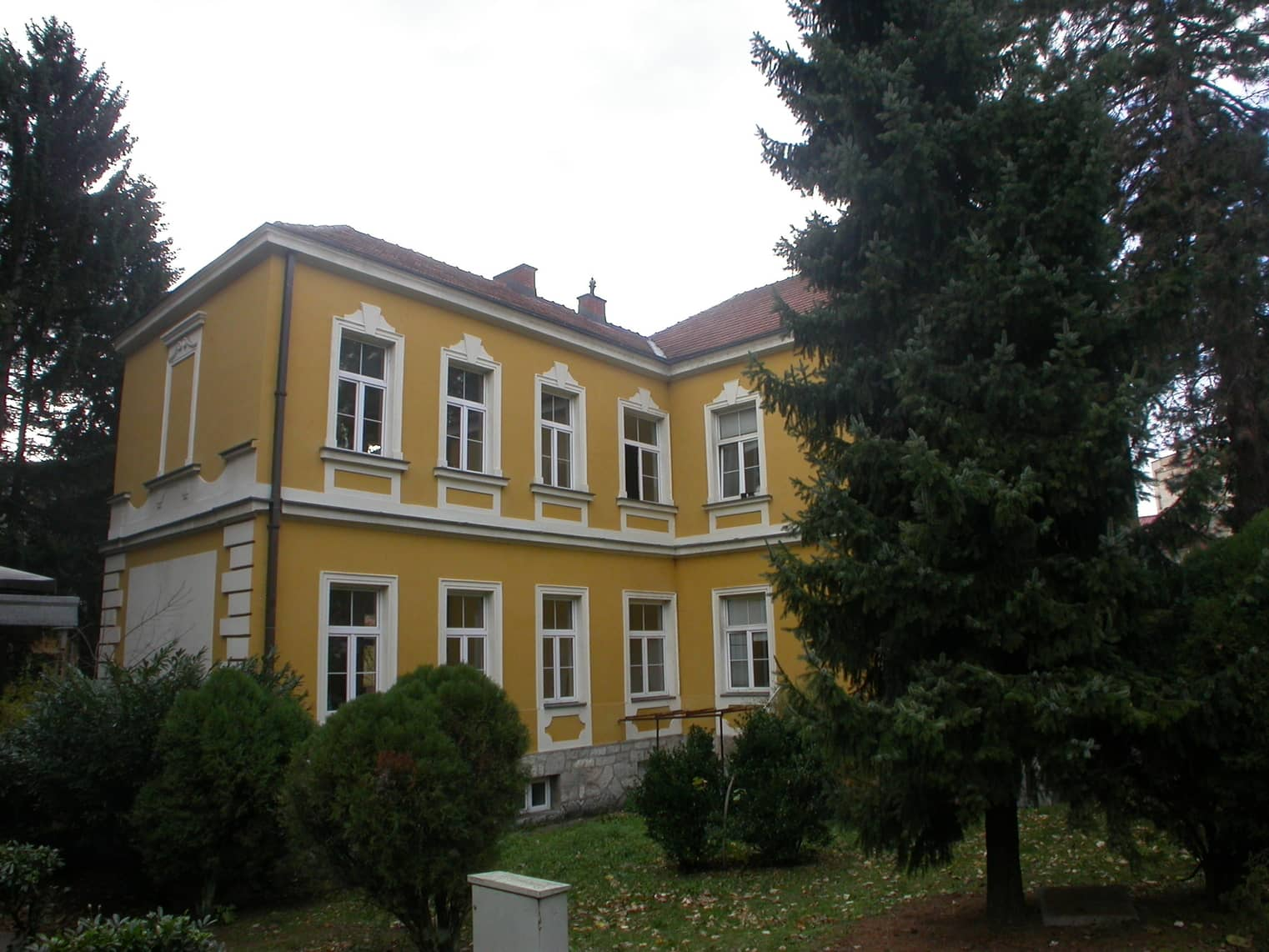
Autre vue de l'hôpital des Partisans.